# 완비 불 대수
순서론에서 완비 불 대수(完備Boole代數, 영어: complete Boolean algebra)는 완비 격자인 불 대수이다.

## 정의

### 순서론적 정의
완비 불 대수는 완비 격자인 불 대수이다. 두 완비 불 대수 사이의 완비 불 대수 준동형은 완비 격자 준동형이자 불 대수 준동형인 함수이다.
마찬가지로, 임의의 기수 {\displaystyle \kappa }에 대하여, {\displaystyle \kappa }-완비 불 대수는 크기 {\displaystyle \kappa } 미만의 모든 부분 집합이 상한과 하한을 갖는 불 대수이며, {\displaystyle \kappa }-완비 불 대수 준동형은 크기 {\displaystyle \kappa } 미만의 상한과 하한을 보존하는 불 대수 준동형이다. {\displaystyle \aleph _{0}}-완비 불 대수는 불 대수와 같은 개념이며, {\displaystyle \aleph _{1}}-완비 불 대수는 시그마 대수라고 한다.

### 위상수학적 정의
불 대수와 불 대수 준동형의 범주는 스톤 공간과 연속 함수의 범주의 반대 범주이다. 이 경우, 불 대수 {\displaystyle B}에 대응하는 스톤 공간 {\displaystyle \operatorname {Spec} (B)}이 주어졌을 때, 만약 다음 조건이 성립한다면 {\displaystyle B}를 완비 불 대수라고 한다.
- 임의의 열린집합 {\displaystyle U\subseteq \operatorname {Spec} (B)}의 폐포는 열린집합이다.

## 성질

### 함의 관계
다음과 같은 함의 관계가 성립한다.
|             |   |                |   | 완비 격자 | ⇐ | 완비 헤이팅 대수 | ⇐ | 완비 불 대수 |
|             |   |                |   |           |   |                  |   | ⇓            |
|             |   |                |   | ⇓         |   | ⇓                |   | 시그마 대수  |
|             |   |                |   |           |   |                  |   | ⇓            |
| 원순서 집합 | ⇐ | 부분 순서 집합 | ⇐ | 유계 격자 | ⇐ | 헤이팅 대수      | ⇐ | 불 대수      |

### 기초적 성질
임의의 완비 불 대수 {\displaystyle B}의 원소 {\displaystyle b\in B} 및 부분 집합 {\displaystyle A\subseteq B}에 대하여, 다음이 성립한다.
- (무한 분배 법칙) {\displaystyle \textstyle b\land \bigvee A=\bigvee _{a\in A}(b\land a)}
- (무한 분배 법칙) {\displaystyle \textstyle b\lor \bigwedge A=\bigwedge _{a\in A}(b\lor a)}
- (무한 드 모르간 법칙) {\displaystyle \textstyle \lnot \bigvee A=\bigwedge _{a\in A}(\lnot a)}
- (무한 드 모르간 법칙) {\displaystyle \textstyle \lnot \bigwedge A=\bigvee _{a\in A}(\lnot a)}

### 크기
기수 {\displaystyle \kappa }에 대하여 다음 세 조건이 서로 동치이다.
- {\displaystyle |B|=\kappa }인 완비 불 대수 {\displaystyle B}가 존재한다.
- {\displaystyle |B|=\kappa }인 시그마 대수({\displaystyle \aleph _{1}}-완비 불 대수) {\displaystyle B}가 존재한다.
- 만약 {\displaystyle \kappa }가 무한 기수라면, {\displaystyle \kappa ^{\aleph _{0}}=\kappa }이다. 만약 {\displaystyle \kappa }가 유한 기수라면, {\displaystyle \kappa =2^{n}}인 기수 {\displaystyle n}이 존재한다.

### 시코르스키 확장 정리
다음과 같은 데이터가 주어졌다고 하자.
- 불 대수 {\displaystyle {\tilde {B}}}의 부분 불 대수 {\displaystyle B\subseteq {\tilde {B}}}
- 완비 불 대수 {\displaystyle C}
- 불 대수 준동형 {\displaystyle f\colon B\to C}

시코르스키 확장 정리(영어: Sikorski extension theorem)에 따르면, {\displaystyle f={\tilde {f}}|_{B}}가 성립하는 불 대수 준동형 {\displaystyle {\tilde {f}}\colon {\tilde {B}}\to C}가 존재한다.

### 매장 가능성
부분 순서 집합 {\displaystyle (P,\leq )}에 대하여 다음 두 조건이 서로 동치이며, 이를 만족시키는 부분 순서 집합을 분리 부분 순서 집합(分離部分順序集合, 영어: separative poset)이라고 한다.
- 임의의 {\displaystyle x,y\in P}에 대하여, {\displaystyle x\not \leq y}라면, 임의의 {\displaystyle z\leq x}에 대하여, {\displaystyle \{z,y\}}는 하계를 갖지 않는다.[4]:204, Definition 14.8
- {\displaystyle P\cong S}가 되는 완비 불 대수 {\displaystyle B}와 부분 집합 {\displaystyle S\subseteq B\setminus \{\bot _{B}\}}가 존재한다.[4]:205, Lemma 14.9, Theorem 14.10 ({\displaystyle \cong }은 순서 동형이다.)

### 범주론적 성질
완비 불 대수와 완비 불 대수 준동형의 범주 {\displaystyle \operatorname {CompBoolAlg} }는 구체적 범주이며, 완비 격자와 완비 격자 준동형의 범주 {\displaystyle \operatorname {CompLat} }의 충만한 부분 범주이다.
망각 함자
{\displaystyle \operatorname {CompBoolAlg} \to \operatorname {Set} }
는 왼쪽 수반 함자를 갖지 않는다. 즉, 자유 완비 불 대수는 일반적으로 존재하지 않는다. 그러나 임의의 기수 {\displaystyle \kappa }에 대하여, {\displaystyle \kappa }-완비 불 대수 및 {\displaystyle \kappa }-완비 불 대수 준동형의 범주 {\displaystyle \operatorname {CompBoolAlg} _{\kappa }}의 경우 자유 대상이 존재한다.
특히, {\displaystyle \operatorname {CompBoolAlg} }는 쌍대 완비 범주가 아니다.

## 예
모든 유한 불 대수는 완비 불 대수이다.

### 멱집합
완비 불 대수 {\displaystyle B}에 대하여, 다음 두 조건이 서로 동치이다.
- {\displaystyle B\cong ({\mathcal {P}}(S),\subseteq )}인 집합 {\displaystyle S}가 존재한다.
- 임의의 원소 {\displaystyle b\in B}에 대하여, {\displaystyle \textstyle b=\bigvee A}인 {\displaystyle A\subseteq \min(B\setminus \{\bot \})}가 존재한다.

특히, 후자가 성립한다면
{\displaystyle B\cong {\mathcal {P}}(\min(B\setminus \{\bot \}))}
이다. 여기서 {\displaystyle \min(B\setminus \{\bot \})}는 부분 순서 집합 {\displaystyle B\setminus \{\bot \}}의 극소 원소들의 집합이며, {\displaystyle \bot \in B}는 {\displaystyle B}의 최소 원소이다. {\displaystyle B\setminus \{\bot \}}의 원소는 보통 원자(영어: atom)라고 한다.

### 위상 수학
위상 공간 {\displaystyle X}의 정칙 열린집합들의 족은 완비 불 대수를 이룬다.

## 역사
시코르스키 확장 정리는 로만 시코르스키(폴란드어: Roman Sikorski, 1925~1983)가 증명하였다.

## 같이 보기
- 완비 격자
- 장소 (수학)